# Easy Lover
Easy Lover – piosenka rockowa Philipa Baileya z udziałem Phila Collinsa, wydana w 1984 roku jako singel promujący album Chinese Wall.

## Powstanie
Piosenka powstała z inicjatywy Phila Collinsa i Nathana Easta. Collins był producentem i perkusistą na albumie Philipa Baileya Chinese Wall. Po dojściu wspólnie z Eastem do wniosku, że na albumie brak utworu o wystarczająco komercyjnym potencjale, napisali oni „Easy Lover”. Utwór opowiada o kobiecie, której wdziękom nie można się oprzeć.
Według Collinsa pod koniec sesji nagraniowych albumu Chinese Wall wspólnie z Baileyem uświadomił on sobie, że muzycy nie napisali wspólnie żadnej piosenki. „Easy Lover” zaś miał powstać, kiedy pewnej nocy wspólnie z Baileyem jamowali, przez co powstały zwrotki i refren, nagrane jeszcze tej samej nocy. Bailey natomast powiedział, że piosenka powstała, kiedy Collins i East grali odpowiednio na pianinie i gitarze, a on śpiewał. Wówczas miała powstać pierwotna wersja utworu, nagrana ponownie nazajutrz.
Utwór jest napisany w tonacji f-moll w tempie 105 BPM.

## Teledysk
Do utworu powstał teledysk w reżyserii Jima Yukicha. Jego motywem przewodnim jest jeden dzień z życia piosenkarza. Klip był kręcony w Londynie. W 1985 roku teledysk został uhonorowany nagrodą MTV Video Music Awards w kategorii występ ogólny.

## Pozycje na listach przebojów
| Lista             | Pozycja | Źródło |
| ----------------- | ------- | ------ |
| Austria           | 21      | [ 4 ]  |
| Belgia (Flandria) | 4       | [ 4 ]  |
| Francja           | 14      | [ 4 ]  |
| Holandia          | 2       | [ 4 ]  |
| Irlandia          | 1       | [ 5 ]  |
| Japonia           | 14      | [ 6 ]  |
| Kanada            | 1       | [ 7 ]  |
| Niemcy            | 5       | [ 4 ]  |
| Nowa Zelandia     | 2       | [ 4 ]  |
| Południowa Afryka | 6       | [ 8 ]  |
| Stany Zjednoczone | 2       | [ 1 ]  |
| Szwajcaria        | 8       | [ 4 ]  |
| Szwecja           | 10      | [ 4 ]  |
| Wielka Brytania   | 1       | [ 1 ]  |